# ثيودور ميلر
ثيودور ميلر (بالإنجليزية: Theodore Miller)‏ هو محامي وقاضي أمريكي، ولد في 16 مايو 1816، وتوفي في 18 أغسطس 1895.